# Vilhelm Mauritz Planting-Gyllenbåga
Vilhelm Mauritz Planting-Gyllenbåga, född 20 november 1723 på gården Hovet i Undenäs socken, död 26 november 1789 på Tolsjöhult i Stora Lundby socken, var en svensk militär.

## Bakgrund
Wilhelm Mauritz Planting-Gyllenbåga föddes 1723 som son till kornetten vid Upplands ståndsdragonregemente Gustaf Vilhelm Planting-Gyllenbåga och dennes hustru Christina Sofia Stråle af Sjöared.
1741 skrevs han in som volontär vid Garnisonsregementet i Göteborg och blev redan 1742 utnämnd till rustmästare. Han befordrades till officer den 17 maj 1753 då han utnämndes till fänrik. Därefter gick han i holländsk krigstjänst. Efter hemkomsten blev han regementsadjutant 1758 för att den 23 augusti 1763 utnämnas till löjtnant.
Han blev stabskapten den 17 juli 1772 och kommenderade som sådan sekundmajorens kompani, dock fortsatt med löjtnants lön. Han begärde avsked den 18 januari 1775 och erhöll då majors namn, heder och värdighet. Han dog 1789 på sin gård Tolsjöjult. Han hade den 29 september 1779 gift sig med sin kusin Maria Elisabet Stråle af Sjöared; paret fick inga barn.

### Utmärkelser
- Riddare av Svärdsorden - 28 april 1770